# Rotala rotundifolia
Rotala rotundifolia és una espècie de planta amb flors del gènere Rotala dins la família de les litràcies (Lythraceae). És nativa de la zona que va des de l'Índia fins els sud-est d'Àsia i el Japó.

## Descripció
És una planta herbàcia aquàtica perenne o anual que té dues formes amb característiques diferents, una forma submergida i una altra emergida. Sota l'aigua pot créixer fins a 2 m de fondària, mentre que la forma emergida creix en sòls humits. La tija pot ser llenyosa a la base. Les fulles es disposen de manera oposada però de vegades ho fan en verticils, a la forma emergida són arrodonides i verdes, mentre que a les plantes submergides són estretes, lanceolades i acostumen a ser vermelles o porpres. Les flors són hermafrodites, amb la corol·la de color rosa formada per quatre pètals, s'agrupen en inflorescències racemoses terminals. El fruit és una càpsula dehiscent que conté entre 15 i 20 llavors. La planta també pot multiplicar-se vegetativament de manera molt eficient a partir de fragments de tiges.

## Taxonomia
Aquesta espècie va ser publicada vàlidament per primer cop l'any 1820 al primer volum de l'obra Flora Indica; or descriptions of Indian Plants del botànic escocès William Roxburgh (1751-1815), sota el nom d'Ammannia rotundifolia i atribuïda al també botànic escocès Francis Buchanan-Hamilton (1762-1829). Posteriorment, l'any 1880 el botànic alemany Bernhard Adalbert Emil Koehne (1848-1918) va moure el tàxon al gènere Rotala, adquirint el seu nom actual. Ho va publicar a la revista Botanische Jahrbücher für Systematik, Pflanzengeschichte und Pflanzengeographie (Anuaris botànics de sistemàtica, història vegetal i geografia vegetal). 

### Sinònims
Els següents noms científics són sinònims de Rotala rotundifolia:
- Sinònims homotípics

- Ameletia rotundifolia (Buch.-Ham. ex Roxb.) Wight
- Ammannia rotundifolia Buch.-Ham. ex Roxb.
- Mirkooa rotundifolia (Buch.-Ham. ex Roxb.) Wight

- Sinònims heterotípics

- Ameletia subspicata Benth.
- Ammannia rotundifolia Buch.-Ham. ex D.Don
- Ammannia subspicata Benth.

## Cultiu
És una planta d'aquari comuna. No és gaire exigent però li agrada tenir molta llum per prosperar. Pot suportar temperatures relativament fredes. Si perd les seves fulles inferiors, normalment vol dir que no està rebent prou llum. Es pot conrear en la seva forma emergida en aigües poc profundes on floreix. Forma un grup ben dens en condicions raonables.